# Мом
Мом (грец. Μῶμος, Momos, лат. Momus) — божество глузування й лихослів'я; син Нікс, брат Танатоса, Гіпноса, Гесперид, мойр, Немесіди й Ериди. Мом ганив богів, коли вони давали дари людям, порадив Зевсові викликати Троянську війну, щоб зменшити тягар землі. За невпинне лихослів'я Зевс вигнав Мома з Олімпу. Інший міф розповідає, що Мом луснув від злості, бо не міг в Афродіти знайти жодних вад.